# Ying Zhao Quan
Die traditionelle, chinesische Kampfkunst Ying Zhao Quan, auch Yingzhaoquan (鷹爪派 Ying Jow Pai, eng. Eagle Claw) ist einer der ältesten und komplexesten der nördlichen Shaolin-Quánfǎ-Stile. Neben den für nördliche Stile bezeichnenden langen Schlägen und Tritten zeichnet sich der Adlerklauen-Stil durch kraftvolle Greiftechniken, komplexe Hebeltechniken (Qinna), Würfe und Tritte, Schläge, Druck der (Vital-)Druckpunkte (mand. Dian Xue, kant. Dim Mak) aus.

## Geschichte
Als Begründer des Adlerklauen-Stils gilt General Yue Fei (Südl. Sung-Dynastie, 1103–1142). Damit gehört der Adlerklauen-Stil zu den ältesten bis heute überlieferten traditionellen Kung Fu-Stilen überhaupt. Während der Ming-Dynastie erweiterte der Mönch Lai Chin die ursprünglich 108 Techniken zu einem weit größeren System, das sich bis heute nahezu unverändert erhalten hat.
Die einzigen öffentlichen Adlerklauen-Schulen weltweit leiten die Töchter von Lau Fat Mang in den USA, der berühmte Meister Leung Shum (in New York) ist ein Schüler von Meister Ng Wai Nung.
Aus dieser berühmten Linie von Meister Ng Wai Nung wird auch in der EKO unterrichtet.
Obwohl Adlerklaue zu den renommiertesten Stilen gehört, ist er bis heute in Europa so gut wie unbekannt.
(Der vollständige Satz der 10 Chin Woo-Formen hat sich in allen Schulen aus der Linie von Chan Tzi Ching bis in die heutige Zeit erhalten; ansonsten sind die 10 Chin Woo-Formen des legendären Meisters Huoh Yuen Chia nur sehr selten erhalten).

## Prinzipien
Der Adlerklauen-Stil verbindet
- Eleganz der Bewegungen und
- Effektivität der Techniken

wie nur wenige andere Kung Fu-Stile.
Mit anderen Worten: Hinter den schönen Bewegungen verbergen sich hocheffektive Kampfanwendungen.
Typisch für einen nordchinesischen Stil ist die Vielzahl der Tritte und Sprünge; in der Eröffnung der klassischen Adlerklauen-Formen sind gleich drei Sprungtritte hintereinander zu bewältigen.
Charakteristisch sind die Greiftechniken mit der Adlerklaue, für die spezielle Trainingsmethoden existieren.
Unter den ca. 500 verschiedenen Kung Fu-Stilen ist das Greifen und Ziehen im Mantis-Stil und im Adlerklauen-Stil am wichtigsten. Im Gegensatz zum Mantis-Stil nutzt der Adlerklauen-Stilist die Klauentechniken aber noch mehr für Hebel, Qin Na-Techniken, Techniken zu Akupunktur-Punkten und zu Muskeln, Sehnen und Gelenken.
Kaum ein anderer Stil ist wie der Adlerklauen-Stil so weitgehend nach Akupunktur-Punkten systematisiert und hat eine so hoch entwickelte Systematik der Qin Na-Techniken.
Mit den für die Klauentechniken gestählten Fingern führt der Adlerklauen-Stilist auch gezielte, teilweise tödliche Schläge und Stiche aus.
Viele Meister des Adlerklauen-Stils waren daher auch Ausbilder bei Armee oder Polizei.
Wegen der vielen gefährlichen Techniken wählen Adlerklauen-Meister genau aus, wie viel sie einzelnen Schülern unterrichten.